# Rajkinac
Rajkinac (en serbe cyrillique : Рајкинац) est un village de Serbie situé sur le territoire de la ville de Jagodina, district de Pomoravlje. Au recensement de 2011, il comptait 389 habitants.
Rajkinac est situé à proximité de la route européenne E75.

## Démographie
| 1948 | 1953 | 1961 | 1971 | 1981 | 1991 | 2002 | 2011 |
| ---- | ---- | ---- | ---- | ---- | ---- | ---- | ---- |
| 788  | 865  | 865  | 775  | 704  | 582  | 495  | 389  |

|  |